# Bradykinezja
Bradykinezja (gr. βραδυκινησία; z gr.: βραδυ = powolny + κίνηση = ruchy) to inaczej spowolnienie ruchowe, objawiające się niezdolnością do wykonywania szybkich ruchów oraz opóźnioną inicjacją ruchu. Często towarzyszy chorobom układu nerwowego, np. chorobie Parkinsona (w fazie wczesnej). Bradykinezja może pogłębiać się z czasem i stopniowo przekształcać w akinezję.
W przestrzeni kosmicznej powstaje pod wpływem nieważkości i mikrograwitacji. Przyczynia się do zmian w układzie kostnym i mięśniowym, prowadząc w końcu do hipokinezji.